# يورغن مارتنز
يورغن مارتنز (بالألمانية: Jürgen Martens)‏ (و. 1959  م) هو سياسي، ومحامي ألماني، ولد في ميونخ، هو عضوٌ في الحزب الديمقراطي الحر.

## مناصب
تولى منصب عضو في البوندستاغ الألماني (منذ 24 أكتوبر 2017)"Gewählte 'M' - Der Bundeswahlleiter". مؤرشف من الأصل في 2019-04-06.
- عضو مجلس الشورى الموحد من ولاية سكسونيا

.

## التعليم
تعلم في جامعة فريبورغ
.

## روابط خارجية
- يورغن مارتنز على موقع مونزينجر (الألمانية)